# Nový Dvůr (Hořičky)
Nový Dvůr je malá osada, část obce Hořičky v okrese Náchod. Nachází se asi 1 km na jižně od Hořiček. V roce 2011 zde bylo 15 domů s 24 obyvateli. Přístup do osady je možný ze silnice spojující Újezdec s Hořičkami.
Nový Dvůr leží v katastrálním území Hořičky. Osada leží v nadmořské výšce téměř 400 m.